# Christof Hamann
Christof Hamann (* 4. Juli 1966 in Überlingen) ist ein deutscher Schriftsteller und Germanist.

## Leben
Nachdem er zwei Jahre lang geistig und körperlich behinderte Kinder in Philadelphia (Pennsylvania) betreut hatte, begann Christof Hamann an der Universität Freiburg/Breisgau ein Studium der Germanistik, Soziologie, Philosophie und Geschichte, das er in Berlin fortsetzte. 2001 promovierte er an der Universität Essen mit einer Arbeit über New York in der deutschsprachigen Gegenwartsliteratur zum Doktor der Philologie. Anschließend war er als wissenschaftlicher Angestellter an der Universität Dortmund tätig; daneben lieferte er Beiträge für diverse Zeitschriften. 2003 nahm er am Ingeborg-Bachmann-Wettbewerb in Klagenfurt teil, war 2007–2008 wissenschaftlicher Assistent am Lehrstuhl für Neuere Deutsche Literaturwissenschaft an der Universität Bamberg und trat im Anschluss ein Habilitationsstipendium an der Universität Wuppertal an. Er ist Inhaber einer Professur für neuere deutsche Literaturwissenschaft und Literaturdidaktik an der Universität zu Köln. Hamann lebt mit seiner Frau in Köln.
Christof Hamann veröffentlicht seit 2001 neben wissenschaftlichen Arbeiten vor allem literarische Texte.
Christof Hamann erhielt u. a. folgende Auszeichnungen: 2001 ein Stipendium der Stiftung Kulturaustausch Niederlande-Deutschland und ein Stipendium der Kunststiftung Baden-Württemberg, 2002 ein Stipendium des Künstlerhauses Lukas in Ahrenshoop und den Förderpreis des Landes Nordrhein-Westfalen sowie 2003 den Debütpreis des Buddenbrookhauses in Lübeck.

## Werke
- Stichwort Bundesrepublik Deutschland, München 1992 (zusammen mit Christian Füller)
- Grenzen der Metropole, Wiesbaden 2001
- Seegfrörne, Göttingen 2001
- Fester, Göttingen 2003
- Usambara, Göttingen 2007[1]
- Warschauer Lapidarium, Düsseldorf 2007 (zusammen mit Susanne Catrein)
- Kilimandscharo. Die deutsche Geschichte eines afrikanischen Berges, Verlag Klaus Wagenbach, Berlin 2011 (mit Alexander Honold) ISBN 978-3-803-13634-3.
- Nur ein Schritt bis zu den Vögeln, Steidl Verlag, Göttingen 2012, ISBN 978-3-86930-464-9.[2]

## Herausgeberschaft
- Ideologie nach ihrem „Ende“, Opladen 1995 (zusammen mit Hansjörg Bay)
- Ich habe den Bau eingerichtet und er scheint wohlgelungen, Iserlohn 2001
- Das komische Ding mit dem Rad, Essen 2001
- Räume der Hybridität, Hildesheim [u. a.] 2003 (zusammen mit Cornelia Sieber)
- Hic sunt leones, Sprache im technischen Zeitalter 168 / Dezember 2003 (zusammen mit Steffen Richter)
- Groteske Verkehrungen, Essen 2004
- Afrika – Kultur und Gewalt, Iserlohn 2005
- Odradeks Lachen, Freiburg i.Br. [u. a.] 2006 (zusammen mit Hansjörg Bay)
- Literatur und Migration, München 2006
- Hermann Kinder, Eggingen 2008